# Bahrein
Bahrein, Barém ou Barein (em árabe: ‏البحرين al-Baḥraynⓘ), oficialmente Reino do Barém, é um pequeno país insular do golfo Pérsico, com fronteiras marítimas com o Irão a nordeste, com o Catar a leste e com a Arábia Saudita a sudoeste. A sua capital é Manama, a cidade mais populosa e o principal centro comercial do país. Os desertos, com sua esterilidade, cobrem mais de trinta ilhas componentes desse país árabe. É, com 780 km², a terceira menor nação na Ásia, após as Maldivas e Singapura.
O Barém é o local da antiga civilização de Dilmum. A ilha é famosa desde a antiguidade por sua pesca de pérolas, que foram consideradas as melhores do mundo no século XIX. O Barém foi uma das primeiras áreas a se converter ao Islã, durante a vida de Maomé em 628. Após um período de domínio árabe, o Barém foi governado pelo Império Português de 1521 a 1602, após a conquista pelo xá Abas I do Império Safávida. Em 1783, o clã Bani Utba capturou o Barém de Nasr Al-Madhkur e desde então tem sido governado pela família real Al Khalifa, com Ahmed al Fateh como o primeiro emir do Barém.
Após sucessivos tratados com os britânicos, o Barém tornou-se um protetorado do Reino Unido em 1861. Em 1971, declarou independência e se tornou formalmente um Emirado. Porém, em 2002, o país foi declarado uma monarquia constitucional islâmica. Em 2011, houve uma série de protestos no Barém, inspirados na Primavera Árabe, esmagados com ajuda militar da Arábia Saudita e Emirados Árabes Unidos.
Na região do golfo Pérsico, onde se situa o país, há muito se praticam atividades econômicas muito importantes, como o comércio e as comunicações. Mas, a continuidade do subdesenvolvimento do Barém perdurou até ser descoberto o petróleo, em 1932, na ilha mais importante, que em árabe também se chama "Bahrayn". Hoje em dia, o país tem um dos melhores índices de Desenvolvimento Humano da região do Golfo, e um dos piores no capítulo das liberdades e direitos humanos. O Barém desenvolveu a primeira economia pós-petróleo no golfo Pérsico, sendo o resultado de décadas de investimentos nos setores bancário e turístico; muitas das maiores instituições financeiras do mundo estão presentes na capital do país. O Barém é membro das Nações Unidas, Movimento Não Alinhado, Liga Árabe, Organização para a Cooperação Islâmica e Conselho de Cooperação do Golfo.

## Etimologia
O nome do país vem do árabe Bahrayn, que é a forma dual da palavra bahr ("mar") e significa, portanto, "dois mares". A que "dois mares" o nome do país se refere exatamente é tema que até a presente data gera debate: podem referir-se às baías a leste e a oeste da ilha, aos mares a norte e a sul da mesma (o que a separa do Irão e da Arábia, respetivamente), ou à água salgada e doce presente por cima e por baixo do solo. Outros sugerem que o primeiro mar é o que está em volta do país e o segundo "mar" representa metaforicamente a abundância natural de águas termais no interior da própria ilha.[carece de fontes?]
Até finais da Idade Média, o arquipélago era conhecido entre os árabes pelo nome de Awal, ao passo que o termo al-Bahrayn referia-se à região leste da Arábia, que se estendia desde Baçorá, no Iraque, até ao estreito de Ormuz, em Omã, e incluía o Cuaite e as províncias de Alhaça e Catife. É neste sentido que o termo é usado no Corão, onde aparece cinco vezes. Não se sabe exatamente a partir de que momento o termo passou a designar apenas o arquipélago, mas já em 1556 o poeta português Luís de Camões refere a "ilha Barém" em Os Lusíadas.
De resto, na língua portuguesa, a grafia mais tradicional para o nome do país é Barém, encontrada já duas vezes em Os Lusíadas. No Brasil, acabou por tornar-se recentemente muito difundida a forma Barein, homófona à forma tradicional, porém calcada nas transliterações francesa - Bahrain ou Bahrayn - ou inglesa - Bahreyn ou Bahrein - do topônimo. No entanto, essa grafia foge à regra ortográfica da língua portuguesa para as palavras terminadas no som de "-ei" nasalizado no final: "bem", "hem!", "porém", "também", "trem".

## História

### Antiguidade
O Barém foi o lar de Dilmum, um importante centro comercial da Idade do Bronze que ligava a Mesopotâmia e o Vale do Rio Indo. Posteriormente, a ilha foi governada pelos assírios e babilônios. Do século VI ao III a.C, o país fez parte do Império Aquemênida. Por volta de 250 a.C, a Pártia colocou o golfo Pérsico sob seu controle e estendeu sua influência até Omã. Os partas estabeleceram guarnições ao longo da costa sul do golfo Pérsico para controlar as rotas comerciais.
Durante a era clássica, o Barém era referido pelos gregos antigos como Tylos, o centro do comércio de pérolas, quando o almirante grego Nearco, servindo a Alexandre, o Grande desembarcou no país. Acredita-se que Nearco foi o primeiro comandante de Alexandre a visitar a ilha, encontrando uma terra verdejante que fazia parte de uma ampla rede de comércio. Ele registrou o grande número de plantações de árvores de algodão no Barém, das quais eram fabricadas vestimentas chamadas sindones, de graus de valor fortemente diferentes, algumas sendo caras, outras mais baratas. O almirante também registrou que o uso dessa roupa se estendia à Arábia. O historiador grego Teofrasto afirma que grande parte da ilha era coberta por esses algodoeiros e que o Barém era famoso por exportar bengalas gravadas com emblemas que costumavam ser carregados na Babilônia.
Alexandre planejou estabelecer colonos gregos na ilha e, embora não esteja claro se isso aconteceu na escala que ele imaginou, o Barém se tornou parte integrante do mundo helenizado: a língua das classes superiores era o grego (embora o aramaico estivesse no uso diário) e a moeda local mostrava um Zeus sentado, que pode ter sido adorado lá como uma forma sincretizada do deus-sol árabe Shams. Tylos também foi o local de competições atléticas gregas.
O historiador grego Estrabão acreditava que os fenícios eram originários do Barém, sendo que Heródoto também acreditava que a pátria dos fenícios era a região do atual país. Esta teoria foi aceita pelo classicista alemão do século XIX, Arnold Heeren, que mencionou o fato de que em Tylos e Arade, dois lugares geograficamente localizados no antigo Barém, havia a exibição de relíquias associadas aos templos fenícios. Ainda, Arnold Heeren fazia menção à semelhança nas palavras "Tylos" e "Tyrus" (Tiro). No entanto, há poucas evidências de qualquer assentamento humano na ilha durante o tempo em que essa migração supostamente ocorreu.
Acredita-se que o nome Tylos seja uma helenização do semítico "Tilmun" (de Dilmum). O termo "Tylos" era comumente usado para as ilhas até na obra Geografia de Ptolemeu, quando os habitantes eram chamados de "Thilouanoi". Alguns nomes de lugares no Barém remontam à era de Tylos; por exemplo, acredita-se que o nome de Arade, um subúrbio residencial de Muarraque, seja originário de "Arados", o antigo nome grego de Muarraque.
No século III, Artaxes I, o primeiro governante da dinastia sassânida, marchou sobre Omã e Barém, onde derrotou Sanatruq, o governante do Barém. Naquela época, o Barém era conhecido como "Mishmahig" (que em persa médio/pálavi significa "peixe-ovelha").
O Barém também era o local de adoração de uma divindade de boi chamada Awal (em árabe: اوال) Os adoradores construíram uma grande estátua para Awal em Muarraque, embora agora tenha sido perdida. Por muitos séculos depois de Tylos, o Barém era conhecido como Awal. Por volta do século V, o Barém tornou-se um centro para o cristianismo nestoriano, com a vila Samahij como sede dos bispos. Em 410, de acordo com os registros sinodais da Igreja Siríaca Oriental, um bispo chamado Batai foi excomungado da igreja no Barém. Como seita, os nestorianos eram frequentemente perseguidos como hereges pelo Império Bizantino, mas o Barém estava fora do controle do Império, oferecendo alguma segurança. Os nomes de várias aldeias de Muarraque hoje refletem o legado cristão do Barém, com Al Dair significando "o mosteiro".
A população pré-islâmica do Barém consistia de árabes cristãos (principalmente Abedal Cais), persas (zoroastrianos), judeus, e agricultores de língua aramaica. De acordo com Robert Bertram Serjeant, o povo baharna pode ser pessoas arabizadas "descendentes de convertidos da população original de cristãos (arameus), judeus e persas que habitam a ilha e províncias costeiras cultivadas da Arábia Oriental na época da conquista muçulmana". As pessoas sedentárias do Barém pré-islâmico eram falantes de aramaico e, até certo ponto, falantes de persa, enquanto o siríaco funcionava como uma língua litúrgica.

### Pós-antiguidade

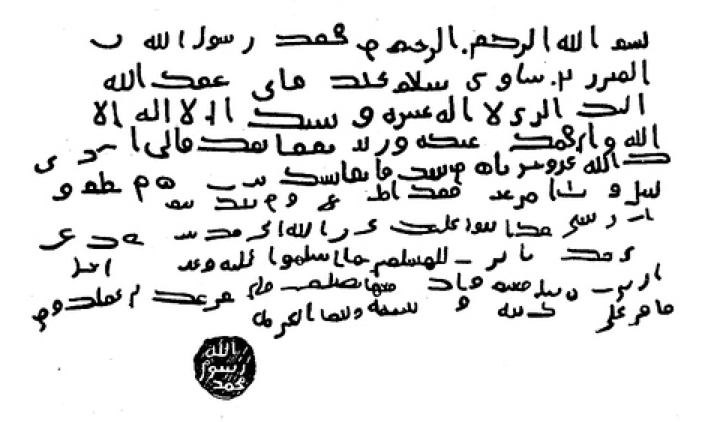
Fac-símile de uma carta enviada por Maomé a Munzir ibn-Sawa al-Tamimi, governador do Barém, em 628 d.C.

A primeira interação de Maomé com o povo do Barém foi a Invasão Al Kudr. Maomé ordenou um ataque surpresa à tribo Banu Salim por conspirar para atacar Medina. Ele havia recebido notícias de que algumas tribos estavam reunindo um exército no Barém e se preparando para atacar o continente, mas os membros da tribo recuaram quando souberam que Maomé estava liderando um exército para lutar contra eles.
Relatos islâmicos tradicionais afirmam que Al-Ala'a Al-Hadrami foi enviado como enviado durante a expedição de Zayd ibn Harithah (Hisma) à região do Barém pelo profeta Maomé em 628 d.C. e que Munzir ibn Sawa Al Tamimi, o governante local, respondeu à sua missão e converteu toda a área ao islamismo.

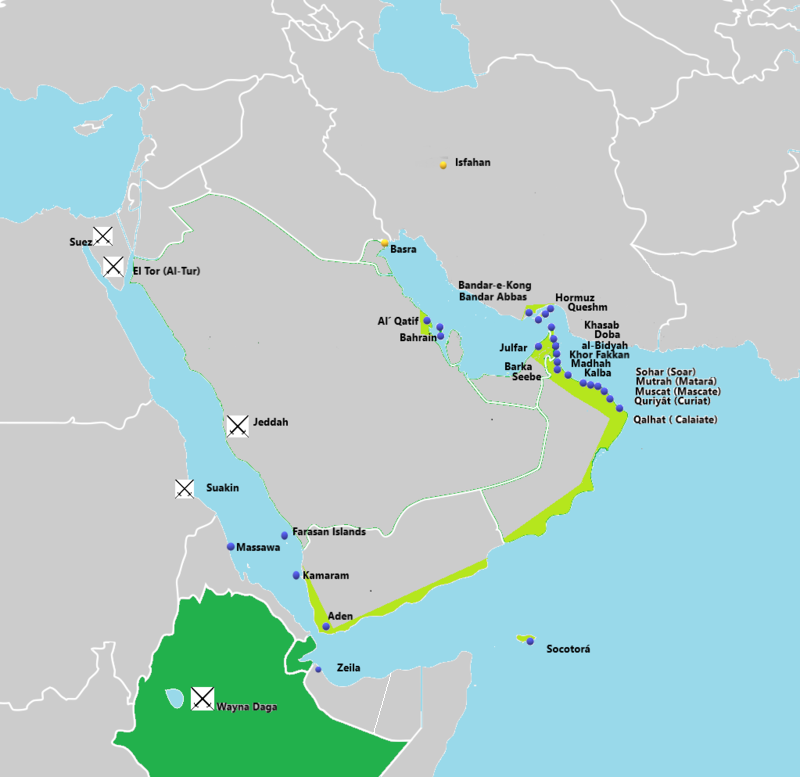
Presença portuguesa no golfo Pérsico. Verde - possessões e principais cidades. Verde escuro - aliados ou sob influência do Império Português

As ilhas do Barém foram sempre compradas, vendidas e cobiçadas desde a Antiguidade, principalmente devido à sua posição geoestratégica privilegiada na região do golfo Pérsico. De 1521 a 1602, o país foi ocupado pelos portugueses. Em 1602 e com a ajuda dos ingleses as ilhas foram tomadas pelo Império Safávida tornando-se uma base estratégica e militar muito importante. Amade ibne Califa, um príncipe oriundo da Arábia Saudita, conquistou as ilhas e obteve a sua independência do Império Afexárida em 1783. Vários tratados forçados, feitos no século XIX, determinaram que o arquipélago se transformasse num protetorado militar e comercial britânico. O Barém conseguiu novamente a independência (saindo da situação colonial de protetorado ocupado militarmente) em 1971 e transformou-se em emirado.
Em 1973, foi promulgada uma constituição que estabeleceu o regime monárquico tradicional e criou um sistema bicameral de conselhos, um conselho consultivo e um conselho dos representantes. Em Fevereiro de 2011 eclodiu uma importante onda de protestos no país, em sintonia com os protestos no mundo árabe em 2010-2011.

## Geografia

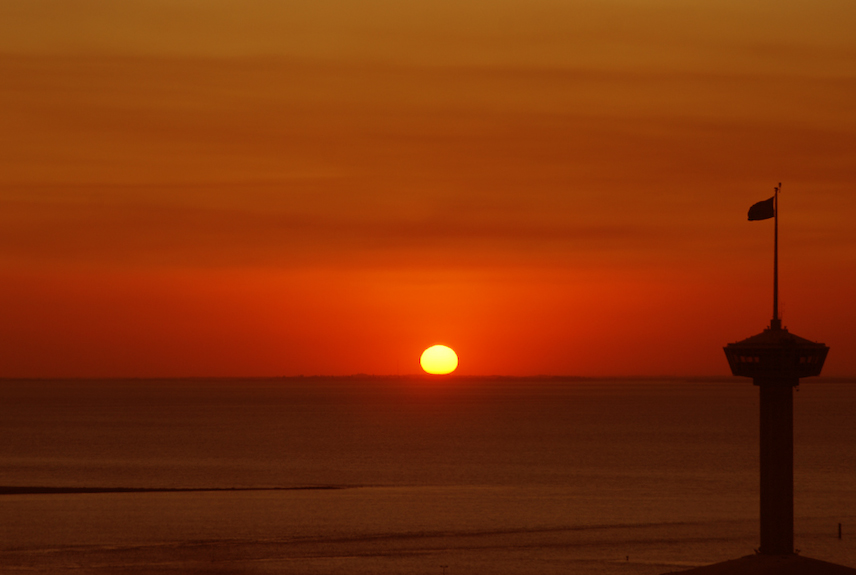
Pôr-do-sol no Barém

O Barém é um arquipélago relativamente plano e árido formado por trinta e cinco ilhas e ilhotas localizado no golfo Pérsico, a leste da Arábia Saudita e a noroeste do Catar, das trinta e cinco ilhas, apenas três são habitadas: Barém, Umm Nassam e Muarraque. A maior das ilhas é a ilha do Barém, com 16 km de extensão no sentido leste-oeste e 48 km no sentido norte-sul. A ilha principal é unida às pequenas ilhas de Muarraque e Sitra por uma ponte.
Consiste em uma baixa planície desértica subindo suavemente para uma escarpa central baixa com a altitude máxima do arquipélago barenita sendo a Montanha de Fumaça (Jabal ad Dukhan), com 130 m, e que fica na ilha principal. O Barém tinha uma área total de 665 km², mas devido à recuperação de terras, a área aumentou para 780 km², que é um pouco maior do que Anglesey.

### Clima
As montanhas Zagros, no Golfo Pérsico, no Irã, fazem com que os ventos de baixo nível sejam direcionados para o Barém. Tempestades de poeira do Iraque e da Arábia Saudita transportadas por ventos de noroeste, localmente chamados de vento shamal, causando visibilidade reduzida nos meses de junho e julho. O clima no país é árido, com temperaturas elevadas no verão, superando uma média de 28 °C (mas podendo chegar a até 50 °C nas condições certas.), e moderadas no inverno, com média de 21 °C. Os mares ao redor do Barém são muito rasos, esquentando rapidamente no verão e, assim, produzindo uma umidade muito alta, especialmente à noite.
As precipitações de chuvas no Barém é mínima e irregular, não passam de oitenta milímetros anuais, e se concentram no inverno. A escassez de água não impediu que as ilhas tenham algumas culturas de irrigação em torno dos mananciais na costa norte do país. O arquipélago possui cerca de 200 espécies vegetais. A fauna é formada por mamíferos, como a gazela, a lebre e o mangusto.

### Biodiversidade
Mais de 330 espécies de aves foram registradas no arquipélago do Barém, das quais 26 se reproduzem no país. Milhões de aves migratórias passam pela região do Golfo Pérsico nos meses de inverno e outono. Uma espécie globalmente ameaçada de extinção, Chlamydotis undulata, migra regularmente no outono. As muitas ilhas e mares rasos do país são globalmente importantes para a reprodução do corvo-marinho-de-socotorá; até 100 mil casais dessas aves foram registrados nas ilhas Hauar. A ave nacional do reino é o bulbul, enquanto seu animal nacional é o órix-da-arábia. E a flor nacional do Barém é a adorada deena.
Somente 18 espécies de mamíferos são encontradas no Barém; animais como gazelas, coelhos-do-deserto e ouriços são comuns na natureza, mas o órix-da-arábia foi caçado até a extinção na ilha. Vinte e cinco espécies de anfíbios e répteis foram registradas, bem como 21 espécies de borboletas e 307 espécies de flora. Os biótopos marinhos são diversos e incluem extensos bancos de ervas marinhas e bancos de lama, recifes de corais irregulares, bem como ilhas costeiras. Os bancos de ervas marinhas são importantes áreas de alimentação para algumas espécies ameaçadas, como dugongos e tartarugas-verdes. Em 2003, o Barém proibiu a captura de peixes-boi, tartarugas marinhas e golfinhos em suas águas territoriais.
A Área Protegida das ilhas Hauar fornece valiosos campos de alimentação e reprodução para uma variedade de aves marinhas migratórias, sendo um local reconhecido internacionalmente para a migração de aves. A colônia de reprodução do corvo-marinho-de-socotorá, nas ilhas Hauar, é a maior do mundo e os dugongos que se alimentam no arquipélago formam a segunda maior agregação de dugongos depois da Austrália.
O Barém possui cinco áreas protegidas designadas, quatro das quais são ambientes marinhos: ilhas Hauar; ilha Mashtan, na costa do país; Baía de Arade, em Muarraque; Baía de Tubli e o Al Areen Wildlife Park, que é um zoológico e um centro de criação de animais ameaçados de extinção, sendo a única área protegida em terra e também a única área protegida gerenciada diariamente.

## Subdivisões
O reino está dividido em quatro províncias (muhafazat):
| Nome árabe | Nome      | População | Área (km2) | Mapa | Ref.   |
| ---------- | --------- | --------- | ---------- | ---- | ------ |
| العاصمة    | Capital   | 547 983   | 75,4       |      | [ 72 ] |
| الشمالية   | Norte     | 342 315   | 146        |      | [ 72 ] |
| الجنوبية   | Sul       | 287 434   | 485        |      | [ 72 ] |
| المحرق     | Muarraque | 245 994   | 64,8       |      | [ 72 ] |

## Política

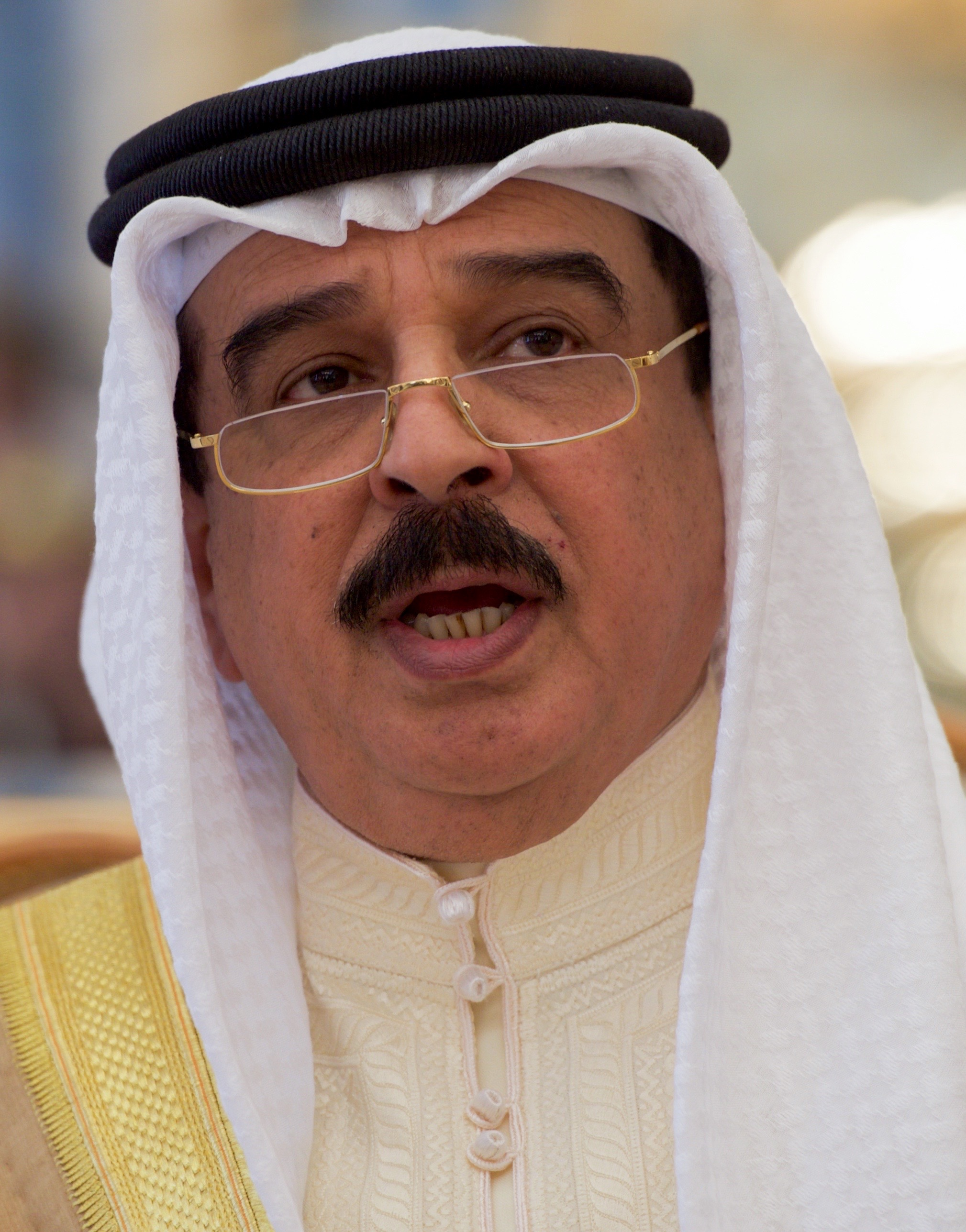
Rei Hamad bin Isa al-Khalifa do Barém

O Barém, sob o regime da família Al Khalifa, é uma monarquia semiconstitucional chefiada pelo rei, Xeque Hamad bin Isa Al Khalifa. O rei Hamad goza de amplos poderes executivos, que incluem a nomeação do primeiro-ministro e seus ministros, o comando do exército, a presidência do Conselho Superior da Magistratura, a nomeação da câmara alta do parlamento e a dissolução da câmara baixa eleita. O chefe de governo é o primeiro-ministro. Em 2010, cerca de metade do gabinete era composto pela família Al Khalifa.
Esse estado tem órgãos bicamerais compostos por um conselho consultivo e um conselho dos representantes. Na teoria esses dois conselhos deveriam equilibrar-se, mas, na prática, o primeiro tem completa ascendência sobre o segundo, gerando algumas tensões entre a maioria da população que se opõe à monarquia governante e à minoria que a apoia. A maioria da população beremita (70%) é xiita, mas a família reinante Al Khalifa é sunita.

### Direitos Humanos

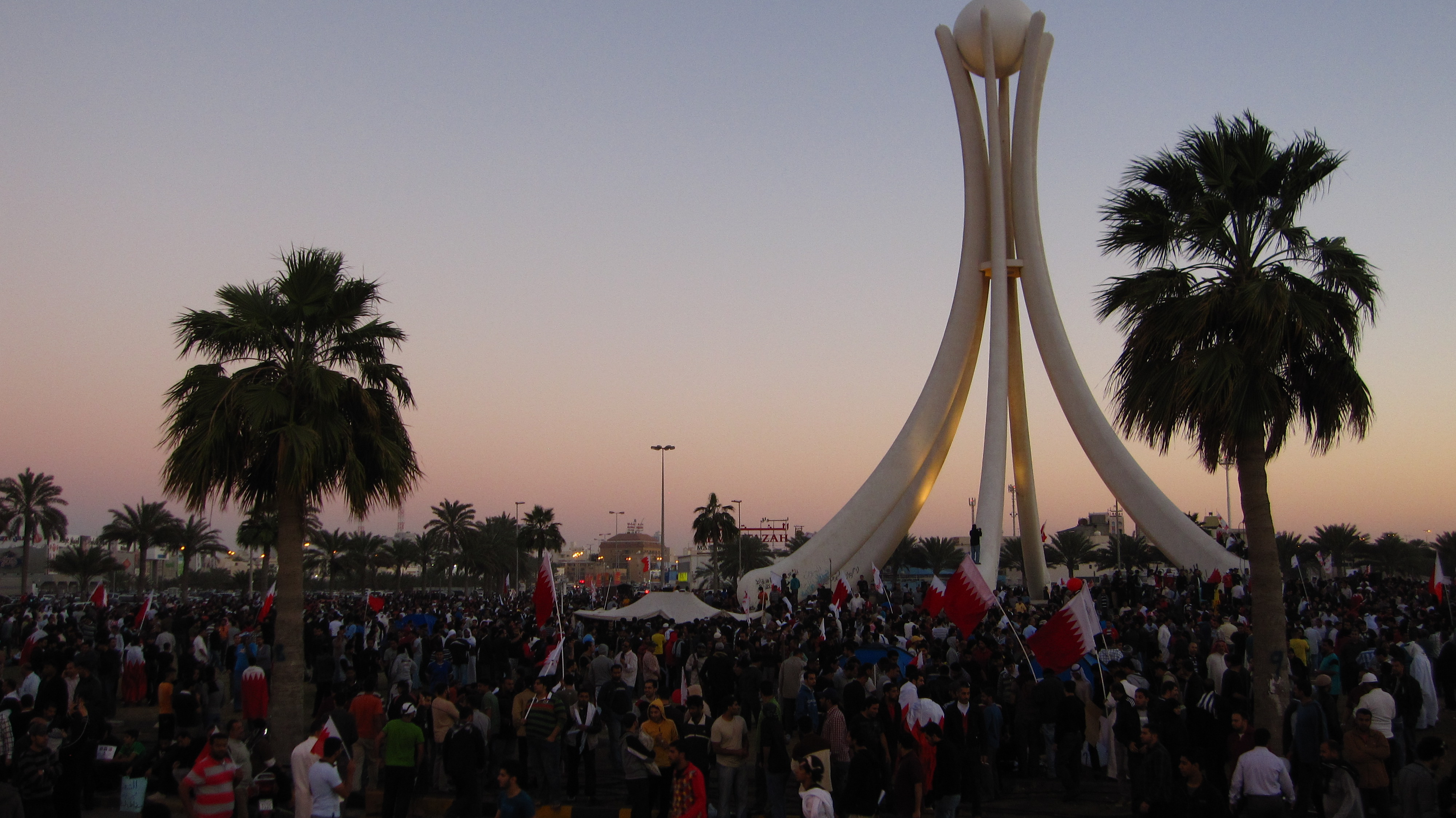
Praça da Pérola. O monumento, que foi ponto de encontro dos dissidentes na Primavera Árabe, já não existe: foi arrasado pelo Governo do Barém na manhã de 18 de março de 2011

Conforme o perfil do país, traçado pela Freedom House, o Barém, outrora um promissor modelo de reforma política e transição democrática, tornou-se um dos estados mais repressivos do Médio Oriente. Após esmagar com violência um movimento popular de protesto pró-democracia em 2011, a monarquia, liderada por sunitas, eliminou sistematicamente uma ampla gama de direitos políticos e liberdades civis, desmantelou a oposição política e reprimiu duramente dissidentes xiitas.
Num relatório de 2017, a Amnistia Internacional acusou os governos dos Estados Unidos e do Reino Unido de fechar os olhos aos horríveis abusos dos direitos humanos no Barém. Em 31 de janeiro de 2018, o governo do Bahrein expulsou quatro dos seus cidadãos após ter revogado sua nacionalidade, transformando-os em apátridas. O país está classificado em 2018 como "não livre" pela  Freedom House.

### Símbolos nacionais
A bandeira nacional é formada por um pano vermelho, com uma faixa vertical de cor branca ao lado. A cor branca representa a trégua feita com os países vizinhos. A borda desta faixa, que separa as cores, tem forma de serra dentada de cinco pontas, representando os pilares do islão.
O brasão de armas foi desenhado nos anos 1930 pelo Conselheiro britânico do Rei do Barém (então o emir). O escudo contém o mesmo desenho encontrado na bandeira nacional com um escudo no centro. Consiste em um campo de gules com una franja dentada (com seis pontas) de prata, situada com o chefe. Ao redor do escudo apresentam-se lambrequíns de gules e prata que o decoram.
"Bahrainona" (Nosso Barém) é o hino nacional do país. Foi adotado em 1971. A letra é de Mohamed Sudqi Ayyash (1925-), mas o autor da música é desconhecido.

### Forças armadas

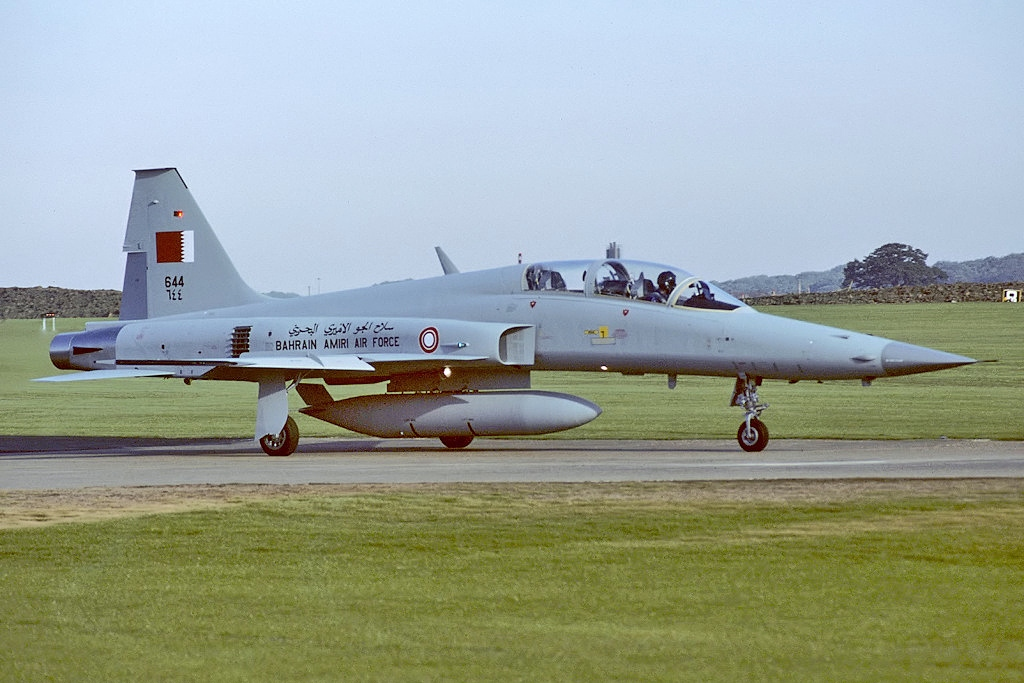
Um Northrop F-5F Tiger II da Real Força Aérea do Barém.

O reino possui uma pequena, mas bem equipada força militar, denominada Força de Defesa do Barém, que consiste na Real Força Aérea do Barém, no Real Exército do Barém, na Real Marinha do Barém e na Guarda Real, totalizando cerca de 18 000 militares. O comandante supremo das forças armadas do Barém é o rei Hamad bin Isa Al Khalifa.
O governo do Barém possui relações estreitas com os Estados Unidos, tendo assinado um acordo de cooperação militar, em 1991, que permitiu a instalação de uma frota naval norte-americana no país.

## Economia
De acordo com um relatório de janeiro de 2006 da Comissão Econômica e Social das Nações Unidas para a Sudoeste Asiático, O Barém tem a economia de crescimento mais rápido no mundo árabe. O Barém também tem a economia mais livre do Oriente Médio e é a décima segunda mais livre do mundo com base no Índice de Liberdade Econômica de 2011 publicado pela Heritage Foundation / The Wall Street Journal.

## Demografia
Em 2010, a população do Barém cresceu para 1,2 milhão, dos quais 568.399 eram nativos do Barém e 666.172 eram estrangeiros. Tinha subido de 1,05 milhão (517.368 estrangeiros) em 2007, ano em que a população do país ultrapassou a marca de um milhão. Embora a maioria da população seja do Oriente Médio, um número considerável de pessoas do Sul da Ásia vive no país. Em 2008, aproximadamente 290 mil cidadãos indianos viviam no Barém, tornando-os a maior comunidade de expatriados do país, a maioria dos quais procedentes do estado de Querala, no sul da Índia. O Barém é o quarto estado soberano mais densamente povoado do mundo, com uma densidade populacional de 1.646 pessoas por km² em 2010. Os únicos estados soberanos com maiores densidades populacionais são as cidades-Estados. Grande parte dessa população está concentrada no norte do país, sendo a Governadoria do Sul a parte menos densamente povoada. O norte do país é tão urbanizado que é considerado por alguns como uma grande área metropolitana.

### Religião
A religião oficial do Barém é o islamismo e a maioria dos baremitas é muçulmana. A maioria dos muçulmanos do Barém são sunitas, com uma estimativa recente dando a eles uma maioria de 51% e os xiitas uma minoria de 49%. Anteriormente, era um dos três países do Oriente Médio em que os xiitas eram a maioria, as outras três nações sendo Azerbaijão, Iraque e Irã, embora o aumento de migrantes sunitas tenha tornado os sunitas a maioria. Fontes não oficiais estimam que a identificação sectária seja de aproximadamente 55% sunitas e 45% xiitas. Pesquisas públicas são raras no Barém, mas o relatório do Departamento de Estado dos Estados Unidos sobre liberdade religiosa no país estimou que os xiitas constituíam aproximadamente 55% da população cidadã do Barém em 2018. A família real e a maioria das elites baremitas são sunitas. As duas comunidades muçulmanas do país estão unidas em algumas questões, mas discordam fortemente em outras. Os xiitas frequentemente reclamam de serem discriminados política e economicamente no Barém; como resultado, a maioria dos manifestantes na revolta do Barém de 2011 eram xiitas.

### Grupos étnicos
O população baremita é etnicamente diversa e está dividida em dois grupos étnicos principais: bahrani e ajam. Os xiitas do Barém são bahrani (árabes), e os ajam são xiitas persas. Os xiitas persas formam grandes comunidades em Manama e Muarraque. Uma pequena minoria de xiitas do país são étnicos hasawis de Alhaça.
Os sunitas do Barém são divididos principalmente em dois grupos étnicos principais: árabes (al Arab) e huwala. Os árabes sunitas, enquanto minoria, são o grupo étnico mais influente no reino. Eles ocupam a maioria dos cargos no governo e a monarquia do Barém é formada por árabes sunitas. Os árabes sunitas tradicionalmente vivem em áreas como Zallaq, ilha de Muarraque, Rifa e ilhas Hauar. Os huwalas são descendentes de iranianos sunitas; alguns deles são persas sunitas, enquanto outros são árabes sunitas. Há também sunitas de origem balúchi. A maioria dos bahrainis africanos vem da África Oriental e tradicionalmente vivem na ilha de Muarraque e Rifa.

### Línguas
O árabe é a língua oficial do Barém, embora o inglês seja amplamente usado. O árabe barenita é o dialeto mais falado da língua árabe, embora seja muito diferente do árabe padrão moderno, como todos os dialetos árabes. O árabe desempenha um papel importante na vida política, já que, de acordo com o artigo 57 (c) da constituição do Barém, um parlamentar deve ser fluente em árabe para se candidatar ao parlamento. Além disso, o balúchi é a segunda língua mais falada no Barém. Os balúches são fluentes em árabe e balúchi. Entre a população do Barém e de fora do país, muitas pessoas falam persa, a língua oficial do Irã, ou urdu, uma língua oficial no Paquistão e uma língua regional na Índia. O nepalês também é amplamente falado entre os trabalhadores nepaleses e a comunidade de soldados Gurkha. O malaiala, tâmil, bengali e hindi são falados entre as importantes comunidades indianas. Todas as instituições comerciais e sinais de trânsito são bilíngues, exibindo inglês e árabe.

## Cultura
A cultura do Barém é predominantemente árabe, além de ser islâmica, sendo muito semelhante à dos seus vizinhos da região do golfo Pérsico. Nos últimos dois séculos, o Barém tornou-se, em grande parte uma nação cosmopolita, hospedando pessoas de uma variedade de lugares como a Índia, Paquistão, Irã, Egito, Malásia, além de países do Ocidente. Embora a religião oficial seja o Islã, o país é tolerante com outras religiões; igrejas católicas e ortodoxas, templos hindus, bem como uma sinagoga judaica estão presentes na ilha. Casamentos entre barenitas e expatriados não são incomuns — há muitos filipinos-barenitas como a atriz infantil filipina Mona Marbella Al-Alawi.
As regras relativas ao vestuário feminino são geralmente relaxadas em comparação com os vizinhos regionais; o traje tradicional das mulheres geralmente inclui o hijabe ou o abaya. Embora o traje tradicional masculino seja o thobe, que também inclui cocares tradicionais, como o keffiyeh, ghutrah e agal, roupas ocidentais são comuns no país.

### Artes
O movimento de arte moderna surgiu oficialmente na década de 1950 e culminou no estabelecimento de uma sociedade artística no Barém. O expressionismo e o surrealismo, bem como a caligrafia, são as formas de arte mais populares no reino. O expressionismo abstrato ganhou popularidade nas últimas décadas. Cerâmica e têxteis também são produtos populares que foram amplamente produzidos nas aldeias do Barém. O governo do país patrocinou ativamente a arte islâmica, levando ao estabelecimento de um museu islâmico, o Beit Al Quran. Também auxiliou a disseminação da caligrafia árabe. O Museu Nacional do Barém abriga uma exposição permanente de arte contemporânea. A arquitetura do reino é semelhante à dos países vizinhos do Golfo. A torre de vento, que cria ventilação natural nas casas, é um dispositivo comum em edifícios mais antigos, principalmente nos distritos mais antigos de Manama e Muarraque.